# Bimaristan

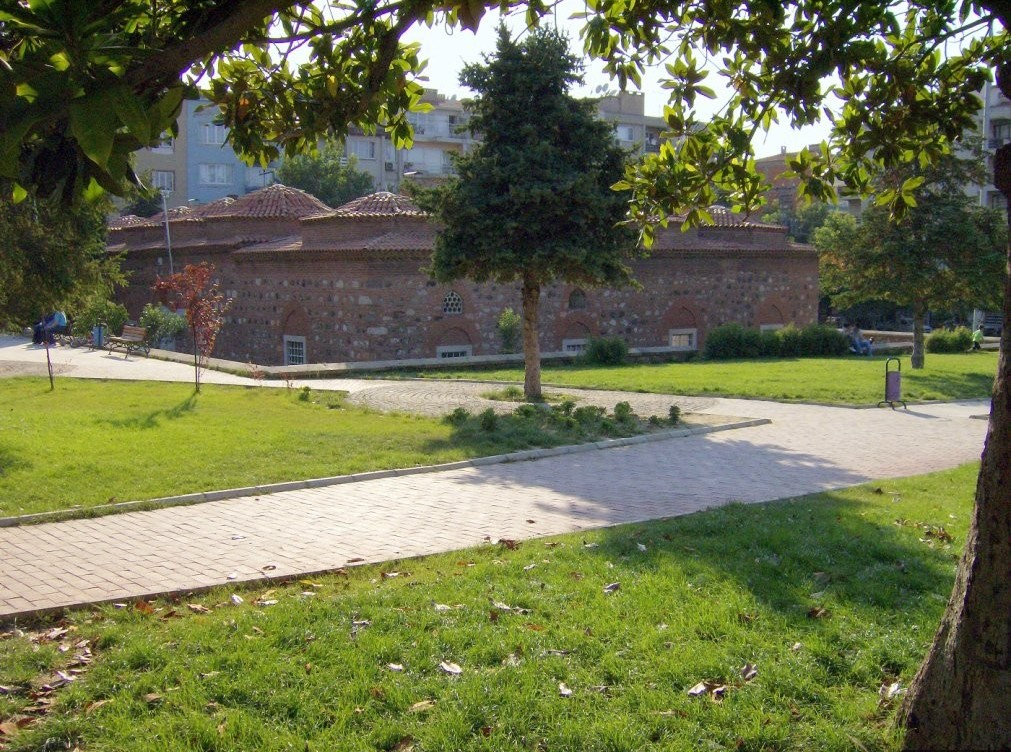
Bimaristan turco a Manisa, l'antica Magnesia ad Sipylum, fatto costruire dalla madre di Solimano il Magnifico nel XVI xec. e dedicato alla cura dei problemi psichiatrici.

Il termine bimaristan deriva dal persiano بیمارستان, bīmārestān) che significa "ospedale", in cui bimar- significa "malato" e -stan è il "luogo" o il "posto": quindi "il luogo dei malati".
I bimaristan erano ospedali che, nel mondo islamico, erano dedicati al soggiorno e alla cura dei malati. Creati con questo nome nella Persia sasanide nel III secolo, essi si sono diffusi e distribuiti in tutta l'area del mondo arabo-islamico. Durante il periodo aureo della cultura musulmana (X secolo-XIII secolo) la medicina veniva praticata anche sui malati di mente e i bimaristan erano costruiti in modo da offrire un ambiente in cui un'appropriata dieta e un ambiente tranquillo, allietato da fontane e rivoli d'acqua, potevano aiutare a rilassare i pazienti, offrendo loro po' di conforto.
Spesso i bimaristan erano opere di architettura notevoli, fatte costruire dai potenti e "offerti" alla popolazione. Funzionavano anche da luogo d'istruzione superiore per i medici che, nel mondo islamico, hanno avuto il merito di aver trasmesso al mondo occidentale le antiche conoscenze della scienza medica greca, persiana e indiana.

## Famosi ospedali del mondo islamico

### Età omayyade
- Nosocomio di Damasco, fatto costruire nel 707 per volere del califfo al-Walid I (705-715).

### Età abbaside
- Bīmāristān fatto edificare a Baghdad dal Califfo Hārūn al-Rashīd (VIII-IX secolo)
- Bīmāristān creato da Badr al-Muʿtaḍidī, ghulam del Califfo al-Muʿtaḍid (892-902)
- Bīmāristān eretto nel quartiere Ḥarbiyya (nord di Baghdad) nel 914 dal vizir ʿAlī b. ʿĪsā
- Bīmāristān al-Sayyida, innalzato sulla sponda di sinistra del Tigri nel giugno 918 da Sinān b. Thābit
- Bīmāristān al-Muqtadirī, commissionato dal Califfo al-Muqtadir ai primi del X secolo presso la Bāb al-Shām (Porta di Siria) di Baghdad
- Bīmāristān patrocinato dal vizir Ibn al-Furāt nello stesso periodo, a Baghdad, nella zona di Darb al-Mufaḍḍal
- Bīmāristān di Rayy (X secolo)

### Età buwayhide
- Māristān ʿAḍūdī: fatto costruire a Baghdad dal buwayhide ʿAḍud al-Dawla (IX secolo)

### Età tulunide
- Māristān di Ibn Ṭūlūn: fatto edificare al Cairo nell'872-874 dal Sultano tulunide Aḥmad b. Ṭūlūn.

### Età fatimide
(...)

### Età zengide
- Māristān Nūrī: fatto costruire a Damasco dal Sultano zengide Nūr al-Dīn b. Zangī (Norandino) nel XII secolo (1156).
- Māristān Nūrī: fatto costruire ad Aleppo dal Sultano zengide Norandino nel XII secolo

### Età ayyubide
- Māristān al-Nāṣirī: fondato al Cairo dal Sultano ayyubide Ṣalāḥ al-Dīn b. Ayyūb (Saladino) nel XII secolo.

### Età almohade
- Māristān Dār al-Faraj: fatto edificare a Marrakesh dal Sultano almohade Abū Yūsuf Yaʿqūb al-Mansur verso la fine del XII secolo.

### Età mamelucca
- Māristān Manṣūrī: fatto costruire nel 1284 al Il Cairo dal Sultano mamelucco al-Manṣūr Qalāwūn al-Alfī.
- Māristān Arghūn: fatto costruire nel 1354 ad Aleppo dal Sultano mamelucco Arghūn al-Kāmilī.

### Età ottomana
- Māristān psichiatrico di Manisa (XVI secolo.